# 深野香
深野 香（ふかの かおり）は、日本の作詞家。agehasprings所属。

## 経歴・人物
16歳までに香港、カナダ、ベルギーの3ヶ国で長きに渡って過ごした。そのため英語、フランス語、日本語を扱えるトライリンガルである。
作詞家として携わった最初のCDは2007年にリリースされた元気ロケッツのデビューシングル「Heavenly Star / Breeze」であり、その後の元気ロケッツがリリースした全曲の作詞（英語）を担当している。クレジットは同プロデューサーの水口哲也と玉井健二とともに表記されている。
そのほか田中隼人によるFloor on the Intelligenceの全作詞を手がけている。

## 携わった作品
アルファベット順。複数人による共同作詞作品も含む。

### 元気ロケッツ
- Breeze
- Crystal fall
- Curiosity
- Dreaming across stars
- Flow
- fluffy
- Fly!
- Good night
- Heavenly Star
- Hikari no tabi
- I will
- make.believe
- Maker
- Never Ever
- Reaching for the stars
- rebirth
- Revive
- Smile
- Star Line
- Star Line (Japanese Version)
- Star Surfer
- Touch me
- Wonderland

### Floor on the Intelligence
- Blissful Song
- Braethe
- Fade
- Feel
- I Love You
- Light
- Littlestar
- Rock Your World
- Soundless
- Undo
- Untouchable

### 伊藤由奈
- A Long Walk
- HEART BEAT
- Power of Love
- Reason Why

### その他
- D.E.M.O. - You
- Rain of Blessing - CNBLUE